# 全国精神保健福祉会連合会
公益社団法人全国精神保健福祉会連合会（こうえきしゃだんほうじんぜんこくせいしんほけんふくしかいれんごうかい）とは、2007年（平成19年）に設立された障害者関連団体である。略称は全福連、愛称はみんなねっと。

## 概説
精神障害者のうち、統合失調症や気分障害などの者の家族らでつくる精神障害者家族会のかつてあった全国連合組織、財団法人全国精神障害者家族会連合会の破綻・解散に伴い、傘下だった精神障害者家族会が中心になって設立された新たな全国連合組織である。機関紙は「月刊みんなねっと」である。

## 歴史
- 2007年11月30日 - 特定非営利活動法人全国精神保健福祉会連合会（略称・全福連、愛称・みんなねっと）設立。
- 2010年7月1日 - 一般社団法人に改組。
- 2010年12月22日 - 公益社団法人に改組。

## 主な活動
- 精神障害者保健福祉手帳の公共交通機関料金割引制度請願運動